# Classe Devastation
La classe Devastation fu una coppia di navi da battaglia costruite negli anni 70 del XIX secolo. Furono le prime navi da guerra oceaniche a non avere armo velico e le prime a montare l'intero armamento principale sul ponte invece che a murata.
Le navi furono progettate da Sir Edward Reed, la cui idea era di costruire navi corte e manovriere di taglia media, il più possibile corazzate e con buona velocità, così che potessero attaccare e distruggere un nemico senza rischiare di essere gravemente danneggiate.

## Progetto e sviluppo
- Salvo dove diversamente indicato, tutte le specifiche strutturali son tratte da The Illustrated Guide to the Royal Navy and Foreign Navies.

Il comitato di progettazione dell'Ammiragliato pubblicò i requisiti per la costruzione di monitori oceanici. Questi includevano un armamento di due torrette binate da 305 mm capaci di sparare dei proietti da 270 kg con un arco di fuoco di 280 gradi. Le torrette richiedevano una corazzatura da 360 mm, con la sala macchine e le polveriere protette da 305 mm di corazzatura. Inoltre, per diminuire l'interferenza con l'arco di fuoco dei cannoni, non erano richiesti alberi o vele. Erano richiesti come ulteriore sicurezza due motori a vapore per la propulsione ed una velocità minima di 12 nodi. L'idea dell'operatività transatlantica fu abbandonata in favore di un utilizzo per la difesa costiera e quindi il bordo libero richiesto era di soli 1,4 metri.
La perdita della HMS Captain nel settembre 1871 portò a domande sulla stabilità delle navi a torri e uno speciale comitato fu istituito per determinarne la tenuta di mare. Furono raccomandati cambi al progetto. Il bordo libero di progetto fu aumentato a 3,3 m. Un altro cambio fu l'estensione del ridotto corazzato con una struttura non protetta fino alle murate e lo spostamento più a poppa dello stesso, per migliorare la stabilità ai grandi angoli d'inclinazione trasversale. Questo migliorò molto il comfort dell'equipaggio, aggiungendo spazio e latrine, ma siccome non era una struttura corazzata sarebbe stata probabilmente danneggiata in battaglia, riducendo di nuovo la stabilità della nave.
Nel 1871 un modello lungo 2,7 m della Devastation fu provato in una vasca navale e in seguito una versione da 5,5 m. Una volta che la Devastation fu completata i test vennero effettuati sulla nave vera. Questi inclusero arrivare ad un rollio di 7 gradi grazie a 400 uomini che corsero attraverso il ponte per 18 volte. Altri test inclusero prove in mare alla ricerca del maltempo. In uno di questi furono incontrate onde tra i 6 e gli 8 m che diedero alla nave un rollio di 14 gradi.
Nel 1872 la corazzatura della torretta fu soggetta ad una serie di test. Una replica della suddetta torretta fu costruita e testata a Shoeburyness nel maggio 1872. La lastra corazzata da 279 mm, poggiata su 380 mm di teak e uno scafo da 32 mm, resistette a colpi diretti di un cannone da 305 mm da 25 tonnellate ad una distanza di 180 m, anche se un colpo urtò il giunto tra due lastre e aprì un buco di 179 mm che però non penetrò la torretta. In un secondo test si utilizzò la HMS Hotspur che doveva sparare tre colpi alla torretta della HMS Glatton con un cannone da 25 t ad una distanza di 180 m. Il primo colpo mancò il bersaglio, ma il secondo e il terso colpirono la torretta, che fu poco danneggiata, anche se teoricamente sarebbe dovuta essere penetrata.

## Costruzione e specifiche

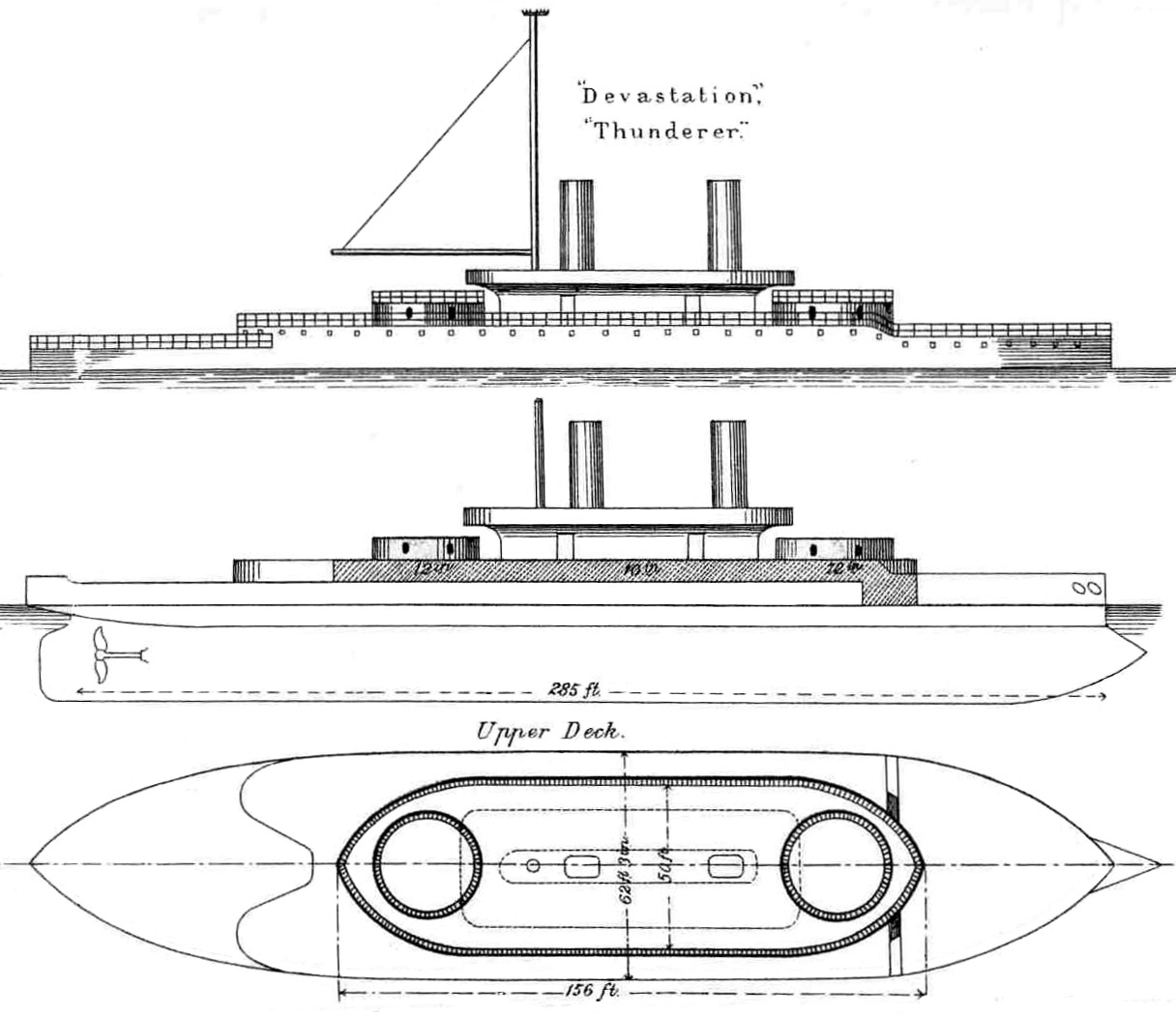
Vista longitudinale e orizzontale della Devastation pubblicata sul Brassey's Naval Annual del 1887

Entrambe le navi furono impostate nel 1869 negli arsenali di Portsmouth e Pembroke. La nave di Portsmouth fu varata nel 1870 mentre la costruzione della nave di Pembroke fu sospesa in seguito dell'affondamento della HMS Captain e non fu varata fino al 1872. Ebbero una lunghezza tra le perpendicolari di 87 m e una fuori tutto di 94 m, un baglio massimo  di 18,97 m e un'immersione massima di 8,13 m. Il dislocamento era attorno alle 9330 t. La HMS Devastation fu completata nel 1873 e dopo una serie di prove di stabilità la HMS Thunderer non fu completata fino al 1877, a causa dell'attesa dei risultati dei test di stabilità svolti sulla HMS Devastation e dell'esplosione di una caldaia nel 1876.
I macchinari furono inizialmente forniti dalla Penn a Portsmouth e dalla Humphry's, Tennant & Company di Depford per la nave di Pembroke. Le navi erano equipaggiate con otto caldaie rettangolari che alimentavano due motori a vapore a due cilindri collegati agli assi, che producevano 4960 kW di potenza a tiraggio naturale, portando ad una velocità di 13,75 nodi. Le navi trasportavano 1800 t di carbone, che fornivano un'autonomia di crociera di 5980 miglia nautiche a 10 nodi. La nave poteva rimanere in mare per 12 giorni con il carbone necessario ad una breve navigazione a massima velocità.
La HMS Devastation fu dotata di quattro cannoni navali rigati ad avancarica da 305 mm (35 t) Mark I montati su affusti a slitta e la HMS Thunderer ricevette due cannoni navali rigati ad avancarica da 318 mm (38 t) Mark I o II che erano stati però ricalibrati a 305 mm (torretta prodiera) e due cannoni uguali a quelli della capoclasse (torretta poppiera). I cannoni erano ospitati in due torrette rotonde posizionate a proravia e poppavia della sovrastruttura sull'asse di simmetria. I cannoni erano ricaricati al coperto nella torretta per evitare di esporre gli artiglieri al fuoco nemico. Per caricare i cannoni questi dovevano essere ruotati fino a 140° su ogni lato e poi mossi fino al rinculo massimo; le bocche venivano poi abbassate verso il ponte. Il proietto e la polvere venivano issati dai ponti inferiori; sulla HMS Devastation erano issati manualmente, mentre sulla HMS Thunderer c'era un sistema idraulico. Un artigliere spingeva dentro prima la polvere da sparo e poi il proietto dentro la bocca del cannone, che veniva poi alzato e posizionato per fare fuoco. L'angolo dei cannoni durante il carico era tale per cui in caso di fuoco prematuro il proietto sarebbe stato sparato attraverso lo scafo al di sopra del galleggiamento, invece che al di sotto. Non furono allestiti armamenti secondari o anti torpedine. Nel 1879 ricevettero due tubi lanciasiluri fissi Whitehead da 356 mm, uno per lato, al di sopra del galleggiamento.
La corazzatura era fornita da lastre di ferro battuto poggiate su 457-483 mm di teak. I lati del ridotto erano protetti con 356 mm di corazzatura, che si estendeva anche sotto al galleggiamento. Il fianco corazzato era forato da boccaporti rettangolari per fornire ventilazione ai locali interni. Le torrette erano protette da piastre da 356 mm sul fronte e da 305 mm sugli altri lati. Le navi costruite prima della Devastation avevano corazzatura del ponte solo come parte della struttura, mentre la Devastation e le navi che la seguirono ebbero ponti corazzati sempre più spessi. Il ponte protetto era spesso 76 mm e si assottigliava fino a 51 mm alle estremità a murata. La corazzatura era presente solo nel ridotto centrale della nave, prua e poppa non erano protette.

### Ricostruzione del 1890–92
Grazie all'investigazione a seguito dell'esplosione della caldaia della Thunderer si scorpì il pericolo delle caldaie rettangolari e quindi nel 1890 si sfruttò il momento per migliorare le caldaie e l'armamento. I macchinari di rimpiazzo furono forniti da Maudslay, Son & Field di Lambeth. Le caldaie furono rimpiazzate con otto moderne caldaie cilindriche a tubi di fumo, che movimentavano due motori a vapore a tre cilindri a triplice espansione verticale accoppiati ad assi a cui arrivavano fino a 5220 kW di potenza a tiraggio forzato, portando ad una velocità massima di 14 nodi. I cannoni ad avancarica da 35 e 38 t furono rimpiazzati da quattro cannoni da 254/32 a retrocarica montati in torrette binate Mark II. Con l'avvento delle torpediniere fu montato anche un armamento secondario che consisteva in sei cannoni a fuoco rapido Hotchkiss da 57 mm su affusti Mark I* per angoli di alzo ridotti e 12 cannoni a fuoco rapido Hotchkiss da 47 mm Mark I sullo stesso tipo di affusto del calibro maggiore. Furono aggiunti anche, sette sulla Devastation e cinque sulla Thunderer, cannoni multicanna Nordenfelt da 25 mm su affusti singoli a piedistallo e due mitragliatrici leggere Gardner.

## Unità
| Nome            | Costruttore            | Impostazione     | Varo           | Completamento  |
| --------------- | ---------------------- | ---------------- | -------------- | -------------- |
| HMS Devastation | Arsenale di Portsmouth | 12 novembre 1869 | 12 luglio 1871 | 1873           |
| HMS Thunderer   | Arsenale di Pembroke   | 26 giugno 1869   | 25 marzo 1872  | 26 maggio 1877 |

## Servizio
Le navi inizialmente concepite come monitori a ridotto per la navigazione oceanica furono ridesignate navi a torri di seconda classe nel 1886 e poi navi da battaglia di seconda classe nei primi anni del 1900. Entrambe le navi servirono nelle acque nazionali e nel Mediterraneo per tutta la loro carriera. L'idea di queste navi fu apertamente assalita dalla stampa britannica e costò il posto di capo costruttore a Sir Edward Reed. In realtà le navi si rivelarono con una buona tenuta di mare e amate dagli equipaggi. Entrambe vennero ammodernate nel 1891 e passarono i seguenti dieci anni come navi da guardia o in riserva, per essere riattivate d'estate durante le manovre della flotta. Nel 1905 la loro età (la Devastation aveva 32 anni di servizio e la Thunderer 28) le condannò ad essere radiate. La HMS Devastation fu mandata ai demolitori nel 1908, seguita nel 1909 dalla Thunderer. Come prime navi di prima linea senza armo velico, affidate solo alla potenza del vapore, furono l'inizio della moderna progettazione britannica di corazzate.

## Curiosità
- Queste navi furono elencate nel marzo 1901 nella Navy List come navi da battaglia a doppia elica, corazzate di seconda classe. Non si trovano altre designazione di classe su documenti della Royal Navy. All the World's Fighting Ships del 1898 le elenca senza dare un nome alla classe. Solo su Conway's All the World's Fighting Ships, 1860–1905 si trovano riportate come classe Devastation.